# Pietro Paolo De Conti
Pietro Paolo De Conti (né le 24 février 1689 à Camerino, dans les Marches, Italie, alors dans les États pontificaux et mort le 14 décembre 1770 à Rome) est un cardinal italien du XVIIIe siècle.

## Biographie
De Conti exerce des fonctions au tribunal suprême de la Signature apostolique, à la "Congrégation des immunités", à la "Congrégation de la bonne gouvernance" et à la Pénitencerie apostolique.
Le pape Clément XIII le crée cardinal lors du consistoire du 24 septembre 1759. Le cardinal De Conti participe au conclave de 1769, lors duquel Clément XIV est élu pape.

### Sources
- Fiche du cardinal sur le site fiu.edu